# La pacchiana
Il costume popolare tipico femminile, la pacchiana, è il simbolo inconfutabile e caratterizzante del comune di Minturno. Importanti sono i riconoscimenti che il costume ha ottenuto nella storia, grazie alla sua singolare bellezza e particolarità. Nel 1930 è stato premiato tra cinquecento vestiti folklorici in competizione; l’8 gennaio 1934, in occasione delle nozze del principe Umberto di Savoia con Maria José del Belgio, è stato premiato come il più bello d’Italia e infine nel 1981, a Bogotà, in Colombia, ha vinto il primo premio al Festival Internazionale del Folclore.
È un vestito di tutti i giorni che in occasioni di festa si abbelliva di ornamenti d’oro, un lusso così eccessivo che Onorato II Caetani, conte di Traetto, si vide costretto a promulgare il 22 ottobre 1480 un editto per reprimere l'eccesso di sfarzo nel vestito. Una descrizione dettagliata della vestitura della donna di Terra di Lavoro l'abbiamo già nel 1785 da parte di Camillo Minieri Riccio ed i primi gouaches della pacchiana furono dipinti da Alessandro D'Anna nel 1782.

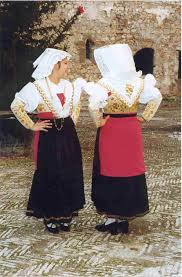

Quello che in modo più appariscente distingue e contraddistingue la gente di Minturno è, o meglio era, l’abbigliamento muliebre, “la pacchiana”.
Oro, pizzo, stramma, mussola e panno: il costume della pacchiana minturnese racchiude in sé le ricchezze dei popoli del mediterraneo, la storia di un'epoca in cui gli scambi economici con arabi e nordafricani avvenivano senza il peso delle differenze religiose o di pelle. La ricchezza portata sul litorale laziale dai saraceni ha influenzato le preziose cuciture sul corpetto in oro e gli ornamenti che le donne minturnesi sfoggiavano.
Questo modo di vestire è quasi scomparso; oggi soltanto qualche donna, ancora fedele alle tradizioni, lo usa. Se, da un lato, la trasformazione radicale data dal progresso, dal tecnicismo e soprattutto dai mezzi di comunicazione, che hanno facilitato il contatto tra popoli di diverse nazioni, ha indebolito il folclore e la tradizione locale, lasciando spazio a modi di vivere diversi e più progrediti, dall’altro i valori di questo folclore, espressione viva di sentimenti autenticamente popolari, rappresentano un patrimonio da custodire per la gioia di un popolo che continua ad interpretarsi ed esprimersi nella famosa Sagra delle Regne, una festa organizzata in omaggio dei cittadini minturnesi alla Madonna delle Grazie, in cui risalta la vitalità dell’anima del popolo con costumi, canti, danze, scene, fuochi d'artificio.
Il costume è ricco, esteticamente piacevole e quasi regale, spagnoleggiante, forse per la dominazione che sulle terre del litorale ebbero gli spagnoli a cavallo fra i secoli XV e XVI.

## Descrizione del costume
Il vestito della pacchiana si differenzia nelle sue varianti a seconda della circostanza in cui la donna lo indossa; si osserva la pacchiana vestita con il costume di festa, con quello usato nei giorni feriali, con il costume da sposa, da cerimonia e infine da lutto.
“La donna calabrese, modestissima, si copre da capo a piedi, ma il suo costume risponde anche a motivi di bellezza e di gusto, da renderla assai leggiadra. D’una bellezza fisica tipicamente mediterranea, robusta e fiorente, ma allo stesso tempo dai lineamenti fini, la Pacchiana impressiona subito per una specie di “tovaglia” inamidata che porta sul capo, fissata con uno spillo alle attorte trecce del capo, di bianca mussola, orlata a merletto o “pizzo” e ricadente dietro la nuca”.
Caratteristica è la camicia bianca di mussola, che ha la parte superiore delle maniche finemente pieghettate e rigonfie sul gomito, da dare l’impressione di due ali poste sulle braccia spiegate al vento. La rifinitura del polso porta delle maniche di panno ricamate ed orlate. Sulla camicia, a mo' di stola, si trova la “scolla”, un triangolo di raso, con ricami in fili dorati, fermato dai laccioli di un grembiule. Ricopre inoltre con l’angolo opposto alla base, parte del “corpetto”.
“Il corpetto, una terza nota peculiare del vestito, è una specie di duro busto, riccamente ricamato in oro, che viene allacciato al petto e ricoperto parzialmente sul davanti da uno scialle di tulle o di mussola”.
I laccioli detti anche “fettucce” dello “zinale” (grembiule) oltre che fermare la scolla, legano alla vita anche una gonna chiamata “sanaca”, di lana o di fustagno con gallone dorato, e la lunga “pagnuccia” di color rosso vivo, che va avvolta sotto le ascelle e il corpetto, con apertura davanti, in modo che poi, ripiegata all’insù avvolge le anche.
Nel costume da lutto la “pagnuccia”, anziché essere di color rosso vivo, si presenta di colore nero; per le donne devote alle pratiche religiose, dette “zì monache”, essa è caratterizzata dal colore marrone.
Ultima componente del costume è riferita alla calzatura: le “ciocie”, scarpe usate nei giorni di lavoro e scarpe con ricami in oro usate nei giorni festivi.

## Varianti del costume

### Costume da sposa
È il più ricco e presenta:
- una gonna lunga marrone;
- un panno rettangolare rosso che avvolge i fianchi fino alle gambe;
- due grembiuli di panno marrone bordati di gallone dorato, uno messo davanti, l’altro lateralmente;
- una camicia di cotone bianco con maniche pieghettate a mano chiusa al gomito;
- una scolla di raso ricamata a mano e un corpetto rigido, tutto ricamato in oro;
- un copricapo bianco inamidato e rifinito di pizzo, detto tovaglia.
- sulle braccia dei manicotti rigidi, sempre ricamati in oro.

### Costume da festa
È composto da:
- una gonna lunga fino alle caviglie di lana marrone;
- un grembiule di raso nero;
- un panno rosso amaranto che avvolge i fianchi, ripiegato all’insù fino alla vita;
- una camicia bianca di cotone con maniche pieghettate;
- un corpetto rigido, ricamato a mano in fili d’oro;
- una scolla, piccolo scialle di raso ricamato al bordo;
- un copricapo rigido inamidato, bianco con pizzo dello stesso colore.

### Costume da campagnola
Presenta:
- una gonna di cotone a pieghe di colore verde o azzurro;
- un panno rosso di lana rigirato fino alla vita;
- una camicia bianca senza pieghe;
- un piccolo scialle triangolare a fiori;
- un copricapo di cotone, allacciato dietro la nuca.

La realizzazione del costume, completamente cucito a mano, avviene ad opera delle ricamatrici di Minturno. Ancora oggi nelle competizioni folcloriche si utilizza il costume della pacchiana, unitamente ad altri costumi popolari antichi tramandati dalla tradizione.